# اخترشناسی ستاره‌ای

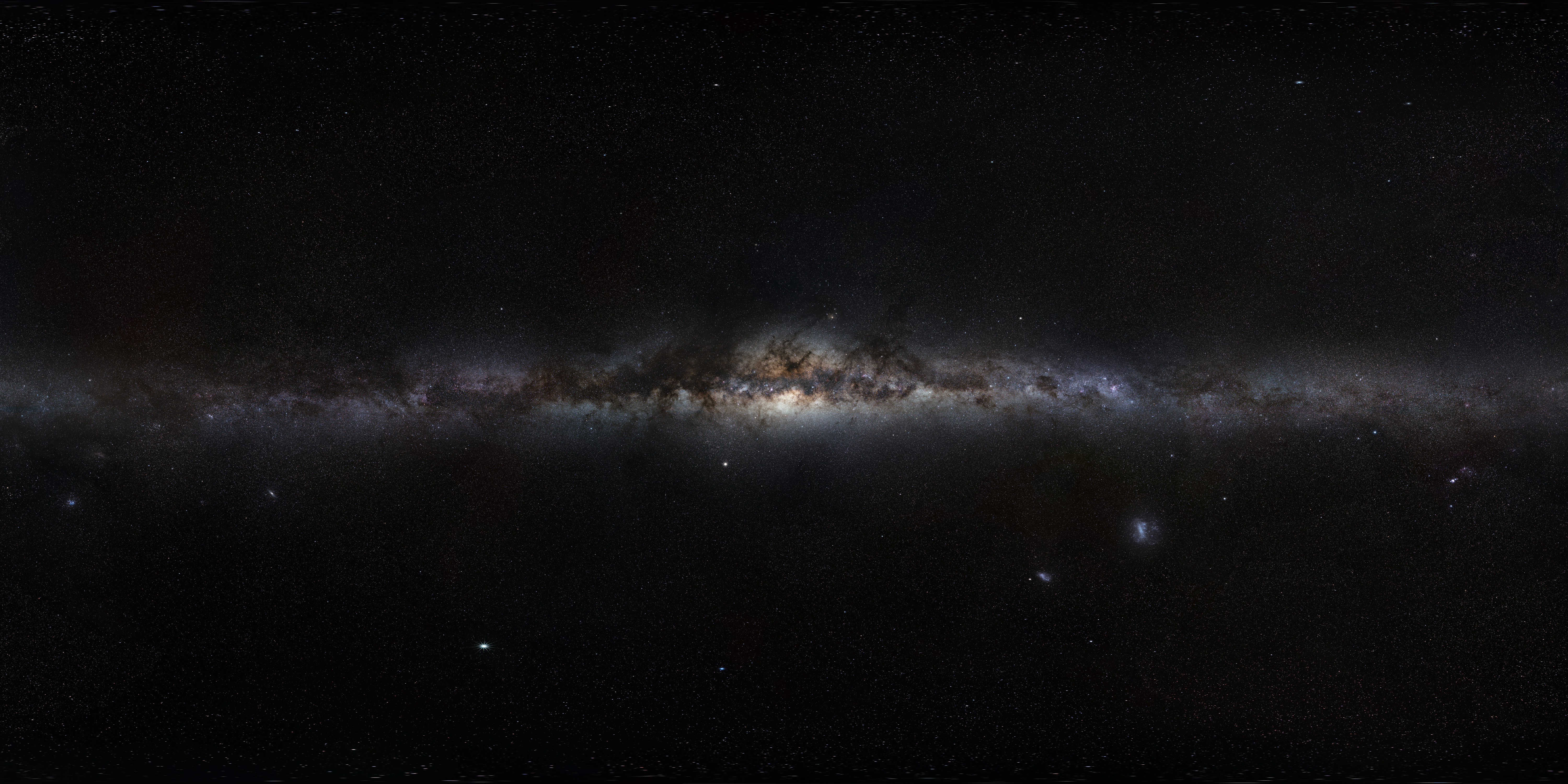
تصویری از کیهان

اخترشناسی ستاره‌ای علمی است که با بررسی طیف رسیده از ستاره‌ها به بررسی مراحلی که ستاره‌ها از زمان زایش تا مرگ از آن‌ها می‌گذرند، می‌پردازد.